# سفارة دولة فلسطين لدى الهند
سفارة دولة فلسطين لدى الهند هي الممثلية الدبلوماسية العُليا لدولة فلسطين لدى الهند. تقع السفارة في الحي الدبلوماسي في شاناكيابورى في نيودلهي.